# ミニ・モーク
ミニ・モーク（Mini Moke ）はミニをベースにアレック・イシゴニスによって設計され、BMCが1964年から製造、販売した多目的車である。車名の「ミニ」はベースとなっているミニを、「モーク」はロバを表す 。

## 概要
ミニ・モークはベースとなったミニのエンジン、トランスミッション、サスペンションなどを流用して 設計された。
試作段階ではアメリカのジープを模した軍用車であったが、タイヤのサイズが小さく最低地上高も低かったことからオフロード走行には適さなかったため、コストと維持費も安くして一般向けの車両として発売された。結果としてモークはビーチバギーとして成功をおさめ、セーシェル、オーストラリアやアメリカ、カリブ海周辺のリゾート地などにおいてマニア向けの人気車となった。
生産は当初イギリス・オックスフォードにあるモーリスの工場で行われていたが、後にバーミンガムのロングブリッジ工場へと生産拠点が移管された。イギリス国内では1964年から1968年にかけて14,500台が、イギリス国外での生産はオーストラリアで1966年から1981年にかけて26,000台が、ポルトガルでは1980年から1993年にかけて1万台が製造された。

## 歴史
イシゴニスがミニをデザインした際に、ミニとコンポーネンツを共有したより頑丈な車種を開発することが計画された。これはランドローバーによって占められていたイギリスの軍用車両市場に進出するためで、彼はナッフィールド・オーガニゼーションにいた際も同様にナッフィールド・グッピーを開発して失敗していた。1959年には後のモークとなる試作車「バックボード」（Buckboard ）が開発された。この試作車はパラシュートによって投下可能な車両としてイギリス軍に公開されたが、最低地上高が低く、エンジン出力も低かったため軍用車としては認められなかった。しかし、イギリス海軍だけは航空母艦デッキ上で使用する車両として注目した。
その後、2つ目のエンジンを車両後部に搭載し、クラッチとシフトレバーによって結合された四輪駆動の試作車「The Twini」が数台作られ、アメリカ陸軍に公開されたが、最低地上高は依然として低く、また構造が複雑を極めていたため実用化は困難であり、成功とはならなかった。

### イギリスにおけるモーク
結局BMCはモークの軍への販売を諦め、1963年には軽工業や農業における利用を目的とした市販版の開発が決定された。1963年に開発された試作車の一部は現在でもロンドン郊外のピナーにおいて保管されている。モークは1964年にイギリス市場において発売された。その際にはイギリスの関税消費税庁により商用車ではなく乗用車であると分類されたため購買税が上がり、商用車市場においては目標販売台数を下回った。
モークは人気番組The Prisonerなどによりマニア向け車両として注目された。しかしながらイギリスにおいて販売された14,500台のうち、現在もイギリスに残っているのはその10分の1に過ぎない。なお、イギリスにおいては1968年まで製造が続けられた。
イギリス製のモークには低オクタン燃料に対応するローエンドの850ccエンジンが搭載され、サスペンション、トランスミッション、10インチホイールはミニと共通のものが採用された。初期のモデルには助手席、ヒーター、キャンバストップなどがオプションで設定されており、オプショナルパーツ各種の車両への装着は購入者自身が行わなくてはならなかった。初期モデルのマークIにはワイパーが1つ装備され、ボディカラーはスプルースグリーンのみが用意された。1967年には助手席側にワイパーが装備され、ボディカラーにホワイトが追加されたマークIIが発売された。

### オーストラリアにおけるモーク
1966年から1981年にかけてオーストラリアでモークが生産され、1973年まではモーリス・ミニ モーク (Morris Mini Moke)として、1973年から生産終了まではレイランド・モーク(Leyland Moke)として販売された。当初はイギリスのモークやミニと同じく10インチホイールを装着していたが、後に13インチホイールに変更され、ビーチなどの実用的なオフロードでの走行は可能となった。当初は998ccエンジンが搭載され、後に1098ccエンジンに変更されたが、1976年にオーストラリアで自動車排出ガス規制が開始されたため、イギリスの排出ガス基準をクリアするために開発された998ccエンジンに変更された。
1972年頃には1275ccエンジンを搭載し、ウインカーと専用テールライトを装備しアメリカの安全基準に適合した「カリフォルニアン」(Californian)がアメリカに輸出されていた。標準車の燃料タンクが車両左側に搭載されているのに対し、カリフォルニアンにはMG・ミジェットと共通のものが採用され、後部の荷室の下に装備された。
1977年にはオーストラリア国内で「カリフォルニアン」の名前が復活した。オーストラリアのカリフォルニアンには輸出車と同じく1275ccエンジンが搭載され、デニムシートカバーや専用スポークホイール、カンガルーバーなどが装備された。
オーストラリア製のモークは諸外国に輸出され、オーストラリア製自動車輸出の先駆けとなった。また、イスラエル国防軍が後部に機関銃を装備したモークを使用し、メディアの注目を集めた。
1975年からは1,450x1,500mmの荷室を装備したピックアップトラックモデルが発売された。また、1970年代後半にはレイランド・オーストラリアによって数台の四輪駆動車の試作車が開発された。ただしイギリスのものとは異なり、エンジンは1つしか搭載されなかった。レイランドはこのモデルを発売する計画であったが、1981年にモークの生産が終了してしまったため、計画は中止された。

### ポルトガルにおけるモーク
オーストラリアにおいてモークの生産が終了となったため、生産拠点がポルトガルにあるレイランドの子会社の工場に移管された。そこでは1980年から1990年にかけて8,500台のカリフォルニアンが製造された。当初そこはオーストラリア製モークの最終モデルと同仕様のものが製造されたが、すぐに当時のイギリス製ミニと12インチホイールなどのコンポーネンツを共有したモデルに変更された。
1990年にはブリティッシュ・レイランド（当時のローバー・グループ）によってイタリアのオートバイメーカー、カジバに「モーク」のデザインが売られた。その後ポルトガルではカジバによって1993年まで生産が続けられ、同年にカジバによって生産設備がイタリアに運ばれた。1995年にはイタリアでの生産が開始される予定であったが、結局生産は再開されなかった。カジバは「ミニ」の名称の使用権は持たなかったため、1990年以降に販売された1,500台のモークは単なる「モーク」として販売された。なお、最終的にモークは生産台数約5万台を達成した。

### 日本におけるモーク
1990年代にカジバ製モークがチェッカーモータースにより輸入・販売されたことがあった。
また由良拓也率いるムーンクラフトにより、モークをベースにレース用にモークスポーツという車がデザインされ、27台が制作されワンメークレースが行われた。この車のロードバージョンも2台だけ作られた。

## 今後の計画
BMW ミニはモークの名称を使ったアメリカ市場向けのピックアップトラック及びジープ型の多目的車を2010年頃にサウスカロライナ州のスパータンバーグ工場において製造すると公表。2013年には旧来のデザインを踏襲した「Classic MOKE」と電気自動車版の「e MOKE」を発表。オーストラリアやカリブ海地域、タイなどビーチバギーの需要が多い観光地のでの販売を予定している。

## リンク
- MOKE International - Start having fun! - 新型モークの準備サイト